# 柯爾特自動步槍
柯爾特自動步槍（英語：Colt Automatic Rifle；又稱：柯爾特輕機槍、CAR-15重型突擊步槍M1）是柯爾特生產公司以M16A2／A4為藍本而研製和生產的開膛待擊、純全自動型轻机枪（班用自動武器），具有獨特的“長方體”形護木、垂直前握把、摺疊式提把和內置式兩腳架，發射5.56×45毫米北約口徑的M193、M885步枪彈藥。
該自動步槍是基於阿瑪萊特AR-15而研製出來的眾多班用自動武器型槍械之一。該槍族之名是從原始型AR-15所衍生而來，通過增加“Colt”成為CAR-15，以代表柯爾特自動步槍。CAR-15武器系統包括AR-15本身和五款衍生型，包括柯爾特機槍和CAR-15重型突擊步槍。

## 總覽
柯爾特自動步槍是當前該產品的名稱，但其實自1950年代後期，柯爾特獲得了阿瑪萊特AR-15槍族的生產權以來，就已經在研發眾多類似的武器。該武器，最初被命名稱為柯爾特M16輕機槍或簡稱為柯爾特輕機槍（Colt LMG）由柯爾特和迪瑪科合資研發，特別是後者為加拿大公司、於1982年從柯爾特獲得授權，並且為加拿大武裝部隊生產M16槍族的衍生型。2005年，迪瑪科被柯爾特生產公司收購，並且更名為現在的加拿大柯爾特。
柯爾特／迪瑪科武器的血統可以追溯到柯爾特與美國軍方所研發的多種武器。這些武器都是為了填補前一代的白朗寧自動步槍的用途而設計。原定白朗寧自動步槍是由M14戰鬥步槍的衍生型：M15班用自動武器所取代的，但該自動步槍的計劃取消而並無投產以後，最終由M16A1所取代；構想中是步兵班當中其中一名步槍兵應該使用這種武器的全自動模式設置，而班中其餘的成員則使用半自動模式。從投入M16到班用自動武器試驗結束、投入M249並用作專用班用自動武器的整個過程當中，這些臨時武器的研發和測試都只是為了填補這一空白的產物。

### 柯爾特M606 CAR-15重型突擊步槍M1
柯爾特生產了M16的一種版本，裝有加重的槍管，可以持續自動射擊。連同一具兩腳架在內，它只比標準型M16加重了一磅。陸軍購入了少於200挺用作其輕兵器武器系統（英語：Small Arms Weapons System，縮寫：SAWS）計劃當中的武器。

### WAK“過渡型班用自動武器”和BRL XM106

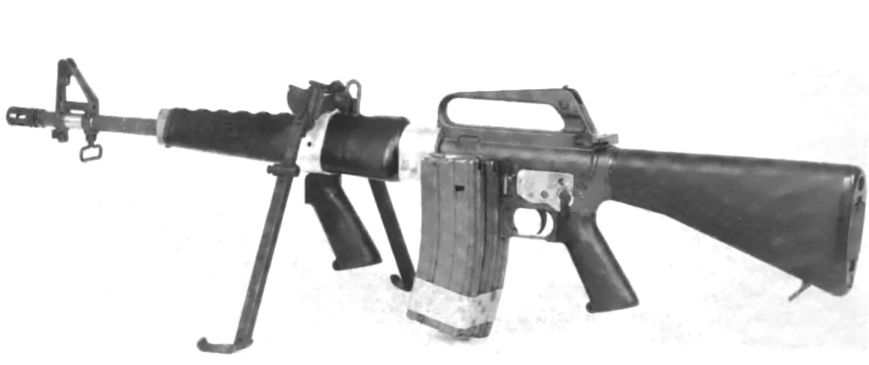
彈道研究實驗室XM106

WAK公司應美国海军陆战队的要求，於1977年開始研製“過渡型班用自動武器”。這是旨在提供一款更為堅固的自動步槍，以取代自動步槍手將武器轉換為全自動型的手法，並且提供這種功能，直到美國陸軍班用自動武器的試驗完成。WAK SAW的本質就是將一枝M16A1的擊發方式轉換為開放式枪栓，並且裝有一具特殊的緩衝器，以及在枪口裝有一具特殊的補償器。1978年，美國陸軍彈道研究實驗室（BRL）決定以WAK概念為基礎，為班用自動武器試驗研製出競標槍型，並且命名為XM106。彈道研究實驗室的機槍的主要區別在於具有永久固定的護木以及特殊的快速更換槍管系統。護木也裝有一具最初用於M14戰鬥步槍的M2兩腳架和一具由M16A1手槍握把所形成的垂直前握把。早期型的XM106們還將準星沿槍管向前轉移，藉由延長的瞄準基線，從而使射手可以進行更精確的遠距離射擊，但後來的版本卻放棄了這功能。可最後，在競標中，陸軍只是將XM106用作控制變量，而正式採用的是M249班用自動武器。

### 柯爾特／迪瑪科輕機槍

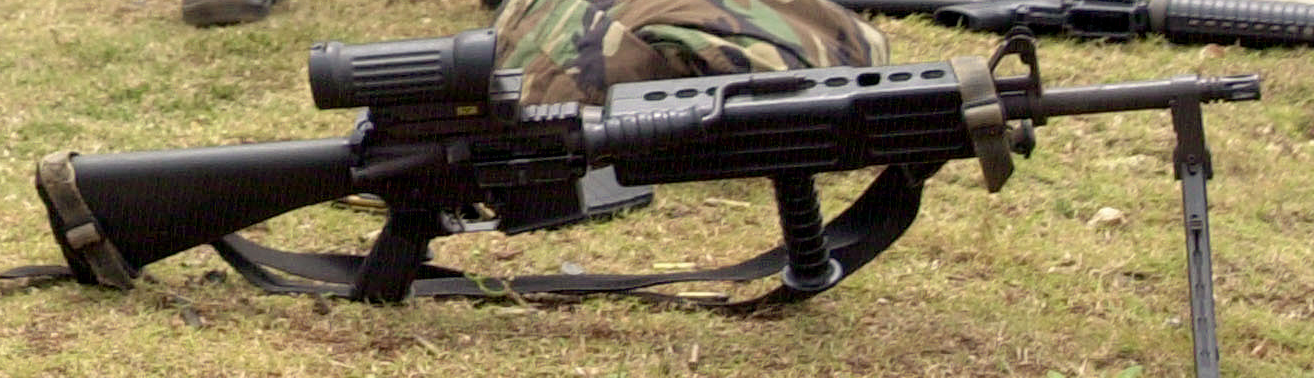
迪瑪科輕型支援武器

1980年代，柯爾特決定在WAK和BRL機槍研發的基本概念以上發揚光大。該武器在實質上是M16A1的修改型，只是裝有一具全新的方形護木、可用以覆蓋放大的導氣管和加重的槍管，在護木的頂部配有摺疊式提把，擊發機構方面裝有液壓緩衝器，並且能夠以開放式枪栓擊發。護木底部還新增了直角前握把，以改善射手對該自動步槍的操控性。後來還導入了M16A2了配備的照門，而且該武器僅在純全自動模式設置以下擊發。柯爾特最初將MWG 90發“蝸牛形彈鼓”用作與這些武器包裝在一起的標準供彈具（後來被Beta系統100發C-Mag彈鼓取代）。柯爾特最初還採用了M60通用機槍的兩腳架，但隨後的M750將其轉變為更為輕便的專有設計。
柯爾特M750是對柯爾特輕機槍基本原理的改進型，而柯爾特輕機槍則是由柯爾特和迪瑪科共同研發，著眼於向加拿大軍隊的銷售。改進以後的版本具有所有A2部件的特徵，除了經重新設計的垂直前握把（現在改為圓肋紋型）以外，其外觀與原始衍生版本基本相同。該武器是由迪瑪科所銷售，命名為C7輕型支援武器（LSW）或是簡稱為LSW。丹麥國防軍採用其閉鎖式槍栓型，並且將其命名為“LSV M/04”。
然後柯爾特與迪瑪科在設計上又進一步地進行了改進，在1990年代為該武器增加了平頂提把並且進一步改進了其兩腳架。柯爾特將其稱命名為M950，但仍然將其以柯爾特自動步槍之名銷售，直到柯爾特收購了迪瑪科，才命名為迪瑪科LSW。由於柯爾特與迪瑪科在此系統以上的合作關係，這是他們的產品線當中唯一配備了A2照門的武器，以及經過改裝過後裝有附帶A2照門的可拆卸式提把的武器（迪瑪科的大部分產品線都裝有A1照門，而他們實際上亦研發了裝有A1照門的可拆卸式提把）。當前的柯爾特自動步槍的下机匣以上印有楓葉標誌。

## 資料來源
1. ↑  .   [2020-06-05]. （原始内容存档于2018-08-23）.
2. ↑  Kevin Dockery, Kevin. Future Weapons (Penguin, 2007 ), pp. 60 and 61.
3. ↑  Dockery, p.60.
4. ↑  Dockery, pp. 60 and 61
5. ↑  . Colt Defense LLC.   [2008-11-09]. （原始内容存档于2008-11-04）.

## 外部連結
- （英文）—Colt Defense Weapons Systems - Colt Automatic Rifle (2003)
- （英文）—Colt Canada - Light Support Weapon (2018) （页面存档备份，存于）
- （英文）—"The Colt LMG", Bartocci, Christopher R., Small Arms Defense Journal, 19 August 2011 （页面存档备份，存于）
- （简体中文）—槍炮世界—HBAR型M16 （页面存档备份，存于）
  - LSW系列轻机枪 （页面存档备份，存于）